# ناحیه بوزغن
ناحیه بوزغن (به عربی: دائرة بوزغن) یک ناحیه در الجزایر است که در استان تیزی وزو واقع شده‌است.